# VARTA
La VARTA AG (pronuncia: farta, acronimo di Vertrieb, Aufladung, Reparatur Transportabler Akkumulatoren, in italiano Distribuzione, Ricarica e riparazione di accumulatori portatili) è un'azienda tedesca specializzata nella produzione di batterie e accumulatori.

## Storia
Adolph Müller e Paul Büsche, due commercianti tedeschi attivi nel campo dell'elettrotecnica, con il sostegno di un gruppo di industriali e di uomini di affari fondarono nel dicembre 1887 ad Hagen una fabbrica di accumulatori al piombo, la Accumulatoren-Fabrik Tudorschen Systems Büsche & Müller OHG, chiamata anche, per semplicità, "Büsche & Müller". Lo stabilimento venne collocato in una fabbrica di martelli riadattata e impiegava circa 40 fra operai e impiegati; inoltre collaborava con essi, in qualità di consulente tecnico, Henri Tudor, lo sviluppatore della prima batteria al piombo commerciale. Nel 1889 Paul Büsche abbandonò l'impresa e al suo posto subentrò il tecnico Johannes Einbeck, insegnante privato presso la Technische Hochschule Charlottenburg, così che l'azienda divenne nota come Müller & Einbeck. Nel 1890 la fabbrica venne incorporata all'interno della Accumulatorenfabrik Aktiengesellschaft (AFA), conglomerato creato insieme alle due aziende elettriche berlinesi AEG e Siemens & Halske con il sostegno economico della Deutsche Bank.Nel 1897, la sede fu trasferita a Berlino. Già al cambio del secolo, l'azienda era leader di mercato per le batterie in Germania. Nel 1904 l'AFA crea il sottomarchio VARTA sotto il quale commercializzava piccoli accumulatori al piombo portatili usati per l’avviamento dei motori.
L'AFA venne in seguito acquistata dall'industriale tedesco Günther Quandt dopo la prima guerra mondiale, riuscendo così ad ampliare il proprio mercato. La compagnia divenne poi la fornitrice ufficiale di batterie e accumulatori della Heer (l'esercito tedesco), e della Luftwaffe (l'aeronautica militare tedesca) durante la seconda guerra mondiale.

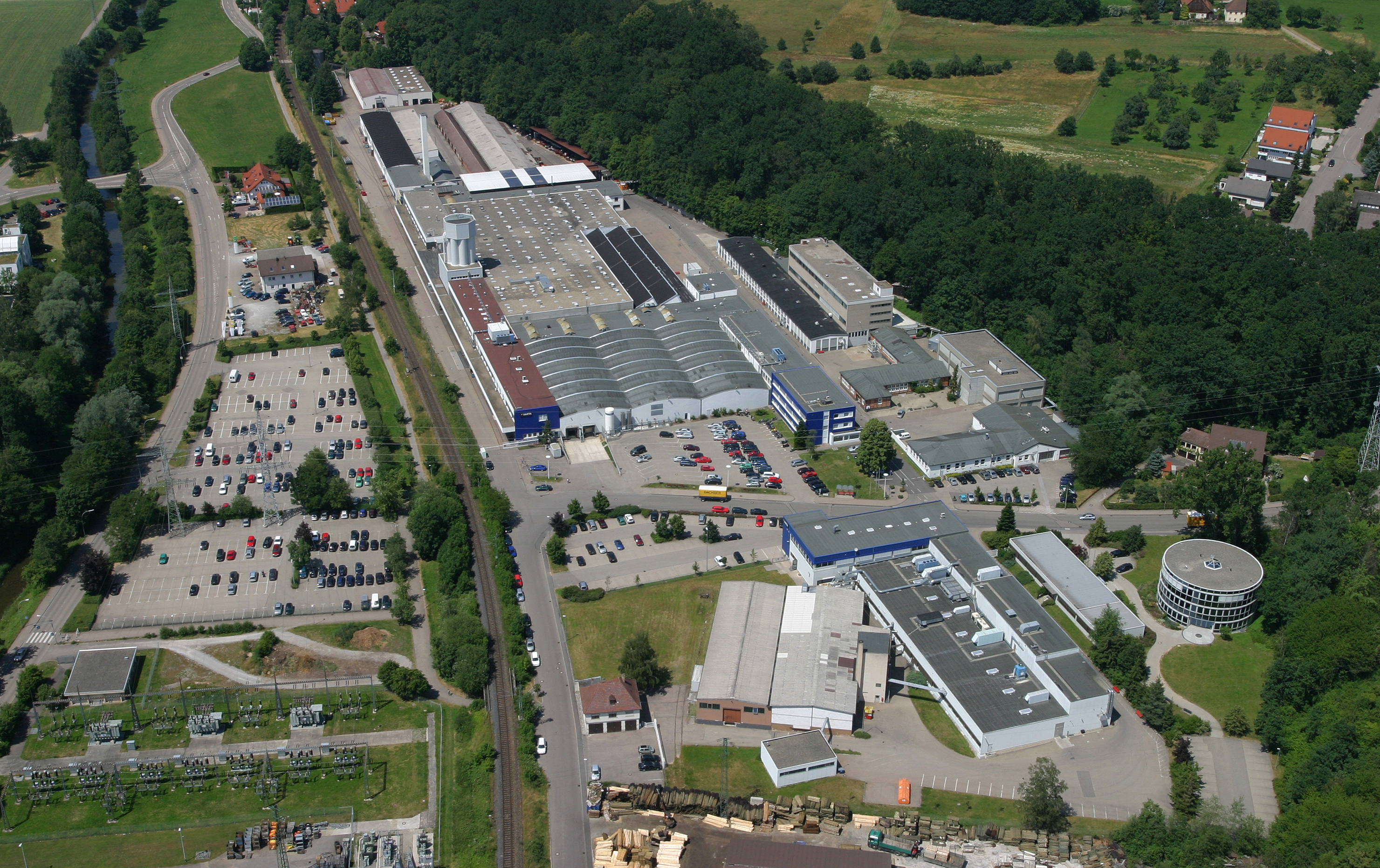
Fabbrica Varta a Ellwangen

Dopo la seconda guerra mondiale, la maggior parte delle azioni VARTA passò da Günther Quandt a suo figlio, Herbert Quandt. La filiale di Berlino Est fu in seguito occupata dall'Unione Sovietica, e fu chiamata BAE Batterien.
Nel 1977, le attività della VARTA AG furono divise da Herbert Quandt; le operazioni di batterie e materie plastiche sono state mantenute in VARTA AG, ma le attività farmaceutiche e chimiche speciali sono state trasferite a una nuova società chiamata Altana e il business elettrico è stato trasformato in una società chiamata CEAG. Herbert Quandt lasciò le azioni della società ai suoi figli.
Nel 2002, le attività delle batterie di consumo (escluse le celle a bottone) sono state vendute a Rayovac. Il settore delle batterie automobilistiche è stato acquisito da Johnson Controls. Le attività di stoccaggio di celle a bottone e di energia domestica sono state acquisite da Montana Tech Components.
Nel 2011, Varta AG è stata acquisita da un consorzio industriale che includeva Montana Tech Components, già proprietaria di Varta Microbattery GmbH e Varta Storage GmbH, successivamente integrate nella Varta AG.
Dopo un primo tentativo fallito nel 2016, la società è stata quotata in borsa il 19 ottobre 2017 al prezzo di 17,50 euro per azione, con una valutazione complessiva di circa 668 milioni di euro. È stata inclusa negli indici SDAX, GEX e temporaneamente anche nel MDAX.
Nel 2019, Varta ha riacquisito il ramo delle batterie consumer da Energizer, includendo i diritti globali del marchio VARTA per batterie e caricabatterie nella regione EMEA. Le attività al di fuori di questa regione sono rimaste a Energizer, che continua a utilizzare il marchio con licenza in America e Asia. L’acquisizione è stata completata il 2 gennaio 2020.
Con la ristrutturazione del gruppo, Varta AG è tornata a essere la holding principale, con unità operative come VARTA Microbattery GmbH, VARTA Storage GmbH, e dal 2020 VARTA Consumer Batteries GmbH & Co. KGaA. La divisione Varta Automotive è gestita separatamente da Clarios Germany GmbH & Co. KGaA.
Nel 2021 è entrato in funzione un impianto pilota a Nördlingen per celle al litio 21700 riciclabili e ad alta densità energetica, con il sostegno finanziario di circa 300 milioni di euro da parte del governo tedesco e dei Länder.
Nel 2022, Herbert Schein ha lasciato la carica di CEO dopo un profit warning, passando il testimone a Markus Hackstein. Schein ha continuato a dirigere la nuova divisione V4Drive per la mobilità elettrica.
Nel febbraio 2024, Varta è stata vittima di un attacco informatico che ha causato interruzioni produttive in più stabilimenti. A luglio 2024, a causa del peggioramento della situazione finanziaria, l’azienda ha annunciato l’intenzione di avviare una procedura di ristrutturazione secondo lo StaRUG. Il piano prevede un taglio del capitale a zero, con la perdita di valore per le azioni esistenti, seguito da un aumento di capitale con il coinvolgimento di MT InvestCo e un fondo legato a Porsche AG.

### Annotazioni
1. ↑  Il finanziatore principale fu Wilheilm Post, gli altri partecipanti furono Hagen Ernst, Gustav Osthaus, Hermann Harkort e Theodor Müllensiefen.

### Fonti
1. ↑  (EN) Explore more than 130 year history of the VARTA AG Group, su varta-ag.com. URL consultato il 2 gennaio 2024.
2. 1 2   Storia del marchio VARTA® (1887-1909), su varta-automotive.it. URL consultato il 2 gennaio 2024.
3. ↑  (DE)  L'AFA (Accumulatoren Fabrik AG Berlin-Hagen) in www.historisches-centrum.de
4. ↑  (DE) Tojner Gruppe übernimmt Kontrolle über gesamte Varta AG, su www.wirtschaftsblatt.at, 12 agosto 2011. URL consultato il 22 luglio 2025 (archiviato dall'url originale il 10 settembre 2011).
5. ↑   Varta: Mit Power an die Börse, 3 novembre 2016. URL consultato il 22 luglio 2025.
6. ↑  (DE) Varta verschiebt Börsengang, su FinanzNachrichten.de. URL consultato il 22 luglio 2025.
7. ↑   Aktienkurse - Aktien - Börse Frankfurt, su www.boerse-frankfurt.de. URL consultato il 22 luglio 2025 (archiviato dall'url originale il 21 ottobre 2017).
8. ↑   VARTA AG beendet Angebotszeitraum vorzeitig und legt Emissionspreis bei 17,50 Euro je Aktie fest, su www.dgap.de. URL consultato il 22 luglio 2025 (archiviato dall'url originale il 21 ottobre 2017).
9. ↑   TeamViewer und Varta steigen in MDAX auf, su finanzen.net, 5 dicembre 2019. URL consultato il 22 luglio 2025.
10. ↑  (DE) Neue Zusammensetzung des DAX: Porsche AG ersetzt Puma, su tagesschau.de. URL consultato il 22 luglio 2025.
11. ↑  (DE) Varta kauft ein Stück Varta zurück, su n-tv.de. URL consultato il 22 luglio 2025.
12. ↑  (DE) 2019-05-29-VARTA-Consumer-Batteries, su www.varta-consumer.de. URL consultato il 22 luglio 2025 (archiviato dall'url originale il 29 maggio 2019).
13. ↑   Quartalsbericht MonatanTechComponets (PDF), su montanatechcomponents.com, 2016 (archiviato dall'url originale l'11 novembre 2016).
14. ↑  (DE) Batterietechnologie: Volkswagen und Varta schmieden Allianz, in auto motor und sport. URL consultato il 22 luglio 2025.
15. ↑   Unternehmensprofil Brookfield Business Partners (PDF), su bbu.brookfield.com (archiviato dall'url originale il 25 luglio 2021).
16. ↑  (DE) Peter Ilg, Elektromobilität: Kann Varta E-Auto?, in Die Zeit, 31 ottobre 2021. URL consultato il 22 luglio 2025.
17. ↑  (DE) VARTA - Empowering Independence, su VARTA AG. URL consultato il 22 luglio 2025.
18. ↑   Batteriehersteller: Varta-Chef Herbert Schein legt Amt nieder, su Handelsblatt. URL consultato il 22 luglio 2025.
19. ↑  (DE) VARTA AG verändert den Vorstand und plant, E-Mobility- und Batterypack-Aktivitäten in eigenständiger Gesellschaft zu bündeln, su www.varta-ag.com. URL consultato il 22 luglio 2025 (archiviato dall'url originale il 9 novembre 2022).
20. ↑  (DE) Varta: Herbert Schein muss nach Gewinnwarnung seinen Chefposten abgeben, su manager-magazin.de, 29 settembre 2022. URL consultato il 22 luglio 2025.
21. ↑  (DE) Günter Born, Nachlese: Zugriff der VARTA-App auf Speicher nach Cyberangriff weiterhin tot, su Borns IT- und Windows-Blog, 28 aprile 2024. URL consultato il 22 luglio 2025.
22. ↑  (DE) Batteriehersteller in der Krise: Varta geht der Saft aus, su ZDFheute, 12 aprile 2024. URL consultato il 22 luglio 2025.
23. ↑  (DE) VARTA - StaRUG in Planung! Totalverlust für Aktionäre droht!, su stock3. URL consultato il 22 luglio 2025.
24. ↑  (DE) Michael Schröder, Varta-Aktie: -75% nach Schock-Meldung – Kapitalschnitt und Kursziel Null!, su deraktionaer.de. URL consultato il 22 luglio 2025.
25. ↑  (DE) Clemens Schreiber, Batteriehersteller Varta: Restrukturierung auf Schwäbisch, in Die Tageszeitung: taz, 23 luglio 2024. URL consultato il 22 luglio 2025.
26. ↑   Porsche steigt bei Varta ein – Aktionäre gehen leer aus, su handelsblatt.com. URL consultato il 22 luglio 2025.
27. ↑  (EN) German cartel office approves Porsche's sole control of Varta's V4Drive, in Reuters, 31 ottobre 2024. URL consultato il 22 luglio 2025.